# El rapto de Psique
El rapto de Psique (en francés Le ravissement de Psyché) es una pintura de William-Adolphe Bouguereau, fue realizada en 1895, es una representación de la fábula de Eros y Psique, se encuentra en una colección privada por lo que se desconoce su ubicación actual.

## Historia Mitológica
Psique era la hija menor del rey de Anatolia. Su gran belleza era famosa en todo el reino y ningún hombre quería desposarla por miedo a contrariar a Afrodita. Los sacerdotes del templo de esta diosa ordenaron que había que llevarla al bosque, atarla a una roca y que el horrible monstruo que allí vivía se ocupara de ella. Pero el viento Céfiro se la llevó volando, por orden de Eros que se había enamorado de ella. Una vez a salvo la hizo su esposa, vivieron en un palacio y la rodeó de regalos y riquezas y a cambio le prohibió verle el rostro, por lo que ella no sabía que estaba casada con el propio Eros. Al cabo de un tiempo se sentía sola y pidió que la dejara invitar a sus hermanas para mostrarles donde vivía y enseñarles que estaba bien, que no le había pasado nada malo. Cuando estas fueron, la convencieron para que por la noche mirara a su amado mientras este dormía, diciéndole que quizás estuviera casada con un monstruo. Y así lo hizo, pero una gota de aceite de la lámpara cayó sobre Eros y lo despertó y huyó decepcionado, abandonando a Psique. Esta con el objetivo de recuperar el amor de Eros fue a ver a la madre de este, la propia Afrodita, que le encomendó una serie de tareas que pensaba no iba a ser capaz de hacer. Con ayuda de diferentes seres fue cumpliendo una a una y en la última (bajar al Hades para pedirle a Perséfone un poco de su belleza y llevárselo a Afrodita en una caja) abrió la caja, presa de la curiosidad y el sueño la atrapó. Eros fue a su encuentro y la despertó con un beso, la llevó al Olimpo a pedir a los dioses que los casaran y estos accedieron.

## Descripción de la obra
El cuadro muestra a Eros aferrarse en torno al cuerpo de Psique, llevándola al otro mundo para convertirla en su esposa. Psique cuenta con unas alas de mariposa, lo cual implica que ha alcanzado la inmortalidad. Su expresión facial es de alegría y felicidad, su cuerpo parece flexible y blando, los brazos de Eros abrazan estrechamente a Psique, mientras que Psique representa la entrega total al amor.